# Ceratorhiza goodyerae-repentis
Ceratorhiza goodyerae-repentis är en svampart som först beskrevs av Costantin & L.M. Dufour, och fick sitt nu gällande namn av R.T. Moore 1987. Ceratorhiza goodyerae-repentis ingår i släktet Ceratorhiza och familjen Ceratobasidiaceae.   Inga underarter finns listade i Catalogue of Life.